# IC 1571
IC 1571 — галактика типу Sb (компактна витягнута галактика) у сузір'ї Кит.
Цей об'єкт міститься в оригінальній редакції індексного каталогу.